# Alabama (pleme)
Alabama (Alibamu ), Indijansko pleme iz družine Muskogean z zgornjega toka reke Alabama v Alabami. V južni Alabami jih najdemo v zgodnjem 18. stoletju kot člane konfederacije Creek. Med 19. stoletjem se pleme seli v zahodno Louisiano in vzhodni Teksas. Država Alabama je kasneje prevzela njihovo ime. Pleme danes živi na rezervatu "Alabama & Coushat" z Indijanci Koasati (Coushatta). Leta 1990. jih je bilo skupaj 1,000. Po jeziku so bili sorodni plemenom Muklasa, Pawokti in Tuskegee. 

## Ime
Ime Alabama izvira iz (alba amo, v pomenu nabiralec plevela) zaradi njihovega nabiranja rastlin, iz katerih so izdelovali znano 'črno pijačo', po drugih pa iz fraze Choctaw "Alba Ayamule" v pomenu "Odprem grmovje". Drugi nazivi so bili Ma'-mo an-ya-di, ali Ma'-mo han-ya, od plemena Biloxi in Oke-choy-atte, ki ga je dal Schoolcraft, po imenu 'mesta' Oktcaiutci.

## Običaji Alabama
Alabame so bili, tako kot Koasati, poljedelci, ki so živeli v velikih vaseh, do 1700. v indijanskem slogu, kasneje pa so prevzeli evropski slog hiš. Menijo, da so plemena Muskogean dediči stare kulture graditeljev gomil. Temeljna verovanja teh plemen, njihove ceremonije in tradicije so enake. V preteklosti so gradili velike gomile v obliki piramid, na vrhu katerih je bila hiša ali svetišče duhovnika. Sveti ogenj je simbol njihove religije, neprekinjeno so ga vzdrževali v glavnem svetišču, obkrožale pa so ga štiri prižgane polena, ki so se nahajala na zahodu, vzhodu, severu in jugu.
Alabame so bili poljedelci, koruza, fižol in 'buče-squash' so bile glavne kulture. Ukvarjali so se tudi z lovom, običajno na jelene in nabiranjem divjih plodov, orehov in kopanjem korenin. Najslajša hrana teh Indijancev je bil medved, veliko bolj so ga imeli radi kot meso jelena ali govedino, ki so jo dobili od naseljencev. Pri lovu na manjšo divjad so Alabame uporabljali pihalnik iz trstike, orožje, ki je sicer najbolj znano pri južnoameriških tropskih plemenih, imeli so ga tudi gvatemalski Quiché.

## Zgodovina
Alabame so bili stalno naseljeni lovci in poljedelci, zelo pogosto v spopadih z drugimi plemeni. Leta 1539 jih je morda srečal De Soto v severnem Mississippiju, srečanja so se seveda dogajala v več bitkah. Svojo borbenost so pokazali tudi kasneje. Leta 1702 so pomagali Britancem v vojnah proti plemenoma Tohome in Mobile , šest let kasneje (1708) pa so v zavezništvu z drugimi plemeni napadli Ft. St. Louis in Mobile. V teh krajih so se zadržali do 1777, ko so začeli prečkati Mississippi v Louisiani in Red River, vendar se je naslednje leto del njih z Indijanci Tawasa pridružil Seminolam na Floridi. V začetku 19. stoletja (1806) so se Alabame preselili v Teksas, kjer je bil zanje in za Indijance Koasati (Coushatta) ustanovljen rezervat, na katerem živijo še danes. Alabame so na območju Teksasa leta 1854 dobili rezervat, na katerem danes živijo z nekaj pripadniki plemena Koasati. Koasati so se sprva naselili šele s pomočjo poroke na rezervatu, dodeljenem Alabamam, zato se mnogi vračajo iz Teksasa v Louisiano pri Kinderu, kjer jih je še nekaj. Leta 1859. se je znaten del Koasatijev vendarle pridružil Alabamam.

## Vasi
Autauga, na severni obali Alabame okoli izliva Autauga Creeka, okrožje Autauga. 
Kantcati, na Alabami blizu Montgomeryja, in na isti strani. 
Nitahauritz, na severni strani Alabame v okrožju Dallas. 
Okchayutci, okoli 1800. na reki Coosa. 
Wetumpka, 1761 pri današnji Wetumpki.  